# Nasirnagar
Nasirnagar (en bengali : নাসিরনগর) est une upazila du Bangladesh dans le district de Brahmanbaria. En 1991, on y dénombrait 234 090 habitants.